# Friedrich von Scheliha

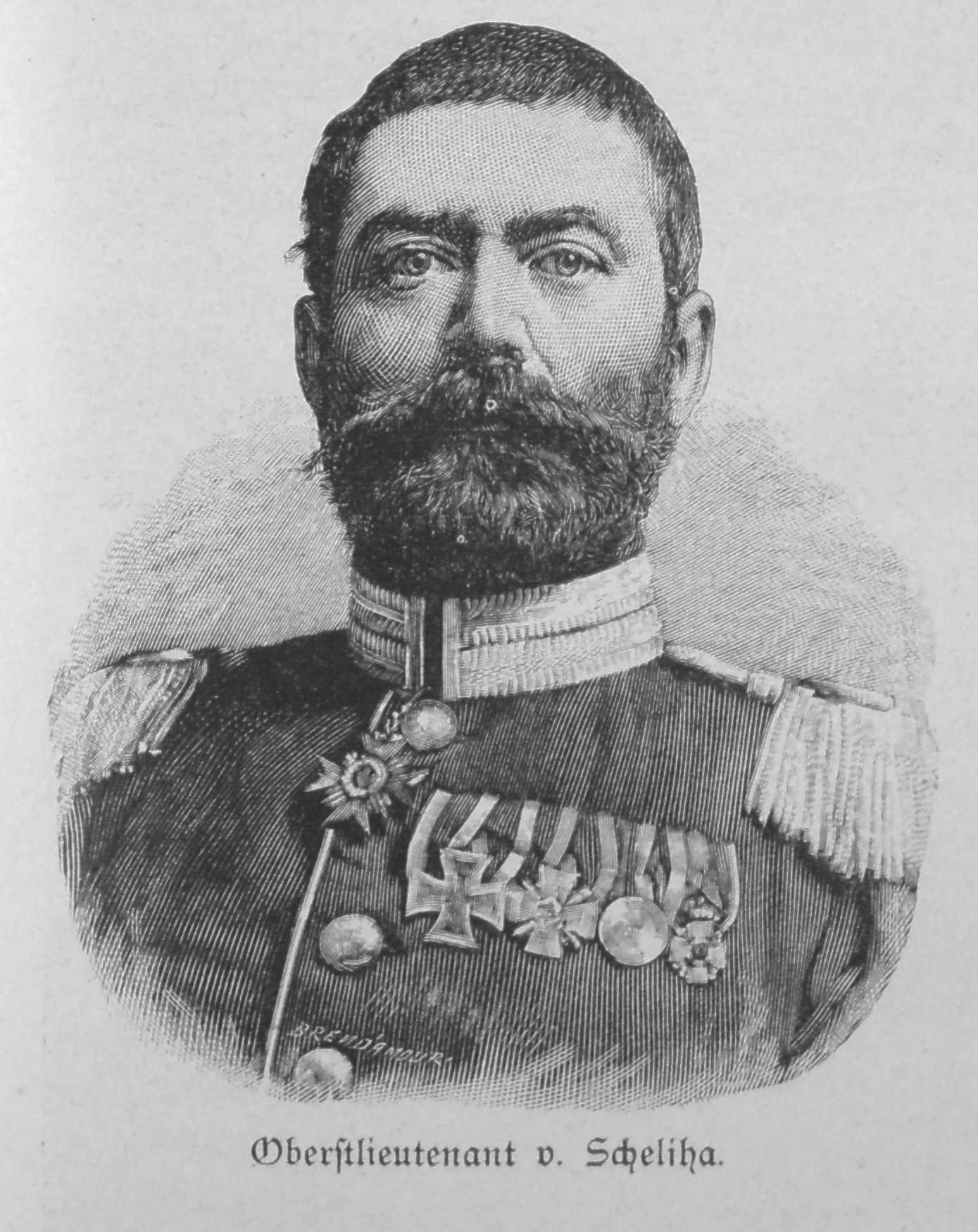
Friedrich von Scheliha als Oberstleutnant 1870

Friedrich Ernst Ferdinand von Scheliha (* 12. März 1829 in Perschütz; † 15. Januar 1895 in Breslau) war ein preußischer Generalleutnant.

## Leben

### Herkunft
Er war der Sohn von Friedrich Ernst Heinrich Wilhelm von Scheliha (1785–1847) und dessen Ehefrau Sophie, geborene Enger (1792–1866). Sein Vater war Herr auf Perschütz, preußischer Hauptmann a. D. sowie Landesältester und Kreisdeputierter.

### Militärkarriere
Scheliha war ab August 1841 zunächst Kadett in Wahlstatt und besuchte ab April 1847 das Kadettenhaus in Berlin. Am 22. April 1847 wurde er der Garde-Artilleriebrigade der Preußischen Armee überwiesen. Von Oktober 1847 bis Juli 1849 war Scheliha zur Ausbildung an die Vereinigte Artillerie- und Ingenieurschule kommandiert und nahm zwischenzeitlich mit seinem Regiment an der Niederschlagung der Straßenkämpfe in Berlin teil. Als Premierleutnant stieg er im Januar 1857 zum Regimentsadjutanten auf. Am 29. Juni 1859 folgte seine Beförderung zum Hauptmann. Als solcher wurde Schaliha im September 1861 Adjutant der 2. Artillerie-Inspektion. Während des Krieges gegen Dänemark war Scheliha 1864 zum Stab des Generalleutnants Hindersin kommandiert, dem die technischen Oberleitung des Artillerie- und Ingenieurangriffs auf die Düppeler Schanzen oblag. Für seine Leistungen wurde ihm am 11. Juni 1864 der Rote Adlerorden IV. Klasse mit Schwertern verliehen.
Im September 1865 stellte man Scheliha kurzzeitig zur Verfügung des Gouvernements in Schleswig. Ab Februar 1866 war er wieder Adjutant der 2. Artillerie-Inspektion. Unter Belassung in dieser Stellung wurde er am 17. März 1866 zum Großen Generalstab kommandiert, kurz darauf in den Generalstab des I. Armee-Korps versetzt und am 7. Juni zum Major befördert. In dieser Eigenschaft nahm er im gleichen Jahr  während des Krieges gegen Österreich an den Kämpfen bei Trautenau, Tobitschau und Königgrätz teil. Seine Leistungen wurden durch die Verleihung des Kronenordens III. Klasse mit Schwertern gewürdigt.
Nach dem Friedensschluss wurde Scheliha am 30. Oktober 1866 in den Generalstab der 2. Division versetzt. Bei der Mobilmachung anlässlich des Krieges gegen Frankreich fungierte Oberstleutnant Scheliha im Juli 1870 zunächst als Chef des Stabes bei dem Generalgouvernement im Bereich des VII., VIII. und XI. Armee-Korps. Daran schloss sich wenige Wochen später eine Verwendung als Chef des Generalstabes des Belagerungskorps von Straßburg an. Im weiteren Verlauf des Krieges war Scheliha im Stab des Generals von Werder tätig und kam bei der Schlacht an der Lisaine sowie den Gefechten bei Bosmont, Andelnans, Danjoutin und Pérouse zum Einsatz. Als Kommandeur der Belagerungsartillerie vor Belfort bewährte sich Scheliha besonders und wurde nach dem Krieg mit dem Orden Pour le Mérite ausgezeichnet. Außerdem erhielt er das Komturkreuz des Württembergischen und des Bayerischen Militärverdienstordens.
Kurzzeitig fungierte er als Kommandant von Belfort, wurde am 23. März 1871 Chef des Generalstabes des V. Armee-Korps und in dieser Eigenschaft am 18. Januar 1872 zum Oberst befördert. Am 30. November 1872 kehrte Scheliha in den Truppendienst zurück und wurde Kommandeur des 1. Garde-Feldartillerie-Regiments. Unter Stellung à la suite dieses Regiments folgte am 31. Dezember 1874 seine Ernennung zum Kommandeur der 5. Feldartillerie-Brigade und am 22. März 1877 die Beförderung zum Generalmajor. In dieser Stellung wurde ihm am 13. September 1882 der Kronenorden II. Klasse mit Stern und Schwertern verliehen. Mit seiner Beförderung zum Generalleutnant wurde Scheliha am 12. Dezember 1882 zum Inspekteur der 4. Feldartillerie-Inspektion in Koblenz ernannt. Im April 1883 kommandierte man ihn zur Beobachtung der am rechten Ufer des Po zwischen Alessandria und Piacenza stattfindenden Manövern von zwei italienischen Armeekorps. Aus gesundheitlichen Gründen wurde Scheliha am 5. Mai 1887 unter Verleihung des Roten Adlerordens I. Klasse mit Eichenlaub und Schwertern am Ringe mit der gesetzlichen Pension zur Disposition gestellt. 

### Familie
Scheliha hatte sich am 28. Februar 1872 in Posen mit der Gräfin Henriette Agnes Helene von Königsmarck (1848–1873) verheiratet. Sie war die Tochter des Oberpräsidenten der Provinz Posen, Otto von Königsmarck (1815–1889). Aus der Ehe ging der Sohn Otto Friedrich Konrad (* 1873) hervor; er wurde preußischer Offizier und Herr auf Deutsch-Würbitz.